# Pistoia-Fiorano
Pistoia-Fiorano (Florence-Modène jusqu'en 2009) est une course cycliste italienne disputée au mois de juin entre Pistoia et Fiorano Modenese, en Toscane. Créée en 1998, cette épreuve est actuellement organisée par le GS Spezzano-Castelvetro.
La compétition partie du calendrier régional de la Fédération cycliste italienne, en catégorie 1.19. Elle esto uverte aux coureurs espoirs (moins de 23 ans) et élites. 

## Palmarès
| Année           | Vainqueur             | Deuxième            | Troisième           |
| --------------- | --------------------- | ------------------- | ------------------- |
| Florence-Modène |                       |                     |                     |
| 1998            | Massimiliano Giuliani |                     |                     |
| 1999            | Volodymyr Gustov      |                     |                     |
| 2000            | Ruslan Pidhornyy      |                     |                     |
| 2001            | Mario Pafundi         |                     |                     |
| 2002            | Pasquale Muto         |                     |                     |
| 2003            | Matteo Gigli          |                     |                     |
| 2004            | Tomasz Marczyński     | Andriy Grivko       | Riccardo Riccò      |
| 2005            | Simone Guidi          |                     |                     |
| 2006            | Dmytro Grabovskyy     | Francesco Rivera    | Damian Walczak      |
| 2007            | Marco Stefani         | Simone Stortoni     | Adam Canzini        |
| 2008            | Filippo Baggio        | Francesco Lasca     | Simone Banelli      |
| Pistoia-Fiorano |                       |                     |                     |
| 2009            | Leonardo Pinizzotto   | Giuseppe Di Salvo   | Pierpaolo De Negri  |
| 2010            | Antonio Parrinello    | Marco Da Castagnori | Mirko Boschi        |
| 2011            | Simone Antonini       | Mirko Castelli      | Pietro Orto         |
| 2012            | Simone Antonini       | Antonio Nibali      | Siarhei Papok       |
| 2013            | Alberto Bettiol       | Eugert Zhupa        | Alessio Casini      |
| 2014            | Nicola Rossi          | Daniele Cavasin     | Marco Corrà         |
| 2015            | Luca Pacioni          | Marco Maronese      | Federico D'Agostin  |
| 2016            | Damiano Cima          | Marco Maronese      | Nikolai Shumov      |
| 2017            | Matteo Moschetti      | Alessio Brugna      | Michael Bresciani   |
| 2018            | Moreno Marchetti      | Alessio Brugna      | Nicolas Dalla Valle |
| 2019            | Leonardo Marchiori    | Gregorio Ferri      | Tommaso Fiaschi     |
| 2020            | pas de course         | pas de course       | pas de course       |
| 2021            | Davide Boscaro        | Alessio Portello    | Matteo Pongiluppi   |
| 2022            | Magnus Henneberg      | Francesco Di Felice | Federico Molini     |
| 2023            | Federico Biagini      | Marco Manenti       | Giosuè Epis         |
| 2024            | Alessio Menghini      | Edoardo Cipollini   | Lorenzo Magli       |